# Nouveau théâtre (Budapest)
Pour les articles homonymes, voir Katona József Színház.
Le Nouveau théâtre (en hongrois : Új Színház) est un théâtre situé dans le quartier de Terézváros (6e arrondissement) à Budapest. Il est hébergé dans un bâtiment mélangeant Sécession hongroise et Art Déco, construit de 1908 à 1909. 